# خولیو گریس
خولیو گریس (انگلیسی: Julio Gracia؛ زادهٔ ۱۰ فوریهٔ ۱۹۹۸) بازیکن فوتبال اهل اسپانیا است که در پست هافبک میانی برای مورسیا بازی می‌کند.